# Acordul franco-armean (1916)
Acordul franco-armean din 27 octombrie 1916 a fost o înțelegere politică și militară pentru sprijinirea Mișcării de eliberare națională a armenilor de către Aliaților din Primul Război Mondial. Talat Pașa, marele vizir al Imperiului Otoman, a avut cunoștință de semnarea acestui tratat. O copie a informării vizirului a fost găsită în arhivele otomane.
Negocierile au fost inițiate și conduse de Ministrul Afacerilor Externe al Franței. Din partea armenilor, negocierile au fost conduse de Boghos Nubar. Ministrul francez de externe Aristide Briand a considerat că prin atragerea armenilor de partea Parisului va putea să asigure trupe pentru punerea în practică a Acordului Sykes-Picot, ale cărui prevederi erau secrete în acele momente. Conducerea armenilor s-a întâlnit și cu Mark Sykes și Georges Picot. Armenii aveau să-i sprijine pe Aliați prin crearea Legiunii armene, care urma să lupte sub comanda generalului Edmund Allenby. Daca obiectivul original al Legiunii a fost eliberarea CIliciei, acesta a fost extins după semnarea Armistițiului de la Mudros, armenii participând și la luptele din Palestina și Siria. De la semnarea actului până la formarea efectivă a Legiunii în Paris (15 noiembrie 1916)  a durat mai puțin de o luna, spre încântarea guvernului francez și a aliaților acestuia din Antanta.
Cele două părți semnatare au căzut de acord asupra următoarelor prevederi: 
- Scopul creării Legiunii este acela de a permite armenilor să contribuie la eliberarea regiunii Cilicia din Imperiul Otoman și să-i ajute să-și realizeze visul pentru crearea unui stat în această regiune.
- Legiunea trebuia să lupte doar împotriva Imperiului Otoman și doar în Cilicia.
- Legiunea trebuia să devină nucleul unei viitoare armate naționale armenești.